# 埃及王國
埃及王国（阿拉伯語：المملكة المصرية），是埃及在1922年至1953年間的正式國號。
在1936年英埃條約簽訂之前，其僅名義上獨立，為英國的聯繫國，包括外交關係和軍事方面英國都佔據主導地位。法律上蘇丹是由英埃共管的，但事實上，埃及雖然有名義上的治權但並不能脫離英國決策。
1936年至1952年間，英國繼續保持其在埃及的軍事存在，直至1952年完成徹底撤軍。
自1882年起，埃及被英国军队占领，脫離奥斯曼帝国的控制。1914年成为「英国保护国」。1922年2月28日，英国承认埃及独立，但仍保留对埃国防、外交、少数民族等问题的处置权。随着從蘇丹國到王國的變化，在位的蘇丹福阿德一世的頭銜也从埃及蘇丹變成了埃及國王。在王國時期，蘇丹與埃及正式合併。然而，由於英國在蘇丹的主導地位，埃及並不能實際控制蘇丹。王國時期與埃及赫迪瓦时期和埃及苏丹国时期一樣，埃及君主都被稱為「埃及和蘇丹」的統治者。
在福阿德國王在位期間，保皇派與華夫脫黨和控制蘇伊士運河的英國人進行了鬥爭。這一時期還出現了其他的政治力量，像是共產黨（1925年）和穆斯林兄弟會（1928年），他們之後都在埃及有很大的影響力。
1936年，福阿德國王去世，他16歲的兒子法鲁克繼承王位。
1936年英埃條約簽訂，其規定英國從埃及本土（不包括蘇丹）撤軍，對於蘇伊士運河區最終同意於1949年撤軍，但條約規定如果發生戰爭英國可以重新入駐。
1942年阿布丁宫事件表現出了，埃及深受腐敗困擾，其臣民将法魯克视为英国的傀儡。再加上1948年至1949年第一次以阿戰爭的失败，1952年以纳赛尔为首的「自由军官组织」推翻法鲁克王朝，成立「革命指导委员会」，掌握国家政权。法鲁克将王位让给了他年幼的儿子福阿德二世。
1953年废除君主制，成立埃及共和国。蘇丹的歸屬問題直到1953年才得到解决，埃及和英国同意在1956年给予苏丹独立。

## 埃及苏丹国
在奥斯曼帝国统治期间，埃及地区先由埃及行省管辖，随后又成为穆罕默德.阿里王朝治下的埃及赫迪夫国的一部分。
1914年，由于赫迪夫阿拔斯二世在第一次世界大战中支持奥斯曼帝国和同盟国，导致其被英国人废黜，取而代之的是他的叔叔侯赛因·卡米勒。 奥斯曼对埃及的主权，自1805年以来仅仅为法律层面上的规定，到此正式终止，侯赛因·卡米勒被宣布为埃及苏丹，该国成为英国保护国。

## 第一次世界大战后
1919年，一些华夫脱党人参加了1919年巴黎和会，并在会上主张埃及的独立。他们中包括了日后成为埃及首相的萨德.扎格卢勒 帕夏。代表团随后被逮捕并被流放至马耳他岛，这在埃及国内引起了反对逮捕代表团的游行示威活动。
1919年3-4月，大规模的游行示威逐渐演变为1919年埃及革命。1919年11月，英国向埃及派出了米尔纳委员会，试图平息当地局势。1920年，米尔纳勋爵向时任英国外交大臣的寇松勋爵提交了报告，建议用英埃之间的联盟条约取代现行的保护国制度。
寇松于是同意与一支由扎格卢勒帕夏和阿德里帕夏（Adli Pasha）带领的埃及代表团讨论该提议。1920年6月，代表团抵达伦敦。8月，基本协议达成。1921年2月，英国议会批注了该协议，并要求埃及方面向英国派出一支全权代表团以达成最终协议。这支由阿德里帕夏率领的代表团于1921年6月抵达伦敦。但是，在1921年的帝国会议上，埃及代表强调埃及应保留对苏伊士运河区的控制权。寇松无法说服内阁其他成员接受阿德里帕夏提出的条件，代表团只能在不满中返回埃及。
1921年12月，在开罗的英国当局宣布实行戒严并再次流放了扎格卢勒帕夏。这又一次激起了埃及人的游行示威活动，并逐渐引起了暴力活动。1922年，为了避免进一步激起埃及人的民族主义情绪，在英国驻埃及高级专员艾伦比勋爵的建议下，英国承认埃及独立，废除了保护国制度。埃及苏丹国更名为埃及王国，由阿卜杜勒·卡立克·萨尔瓦特帕夏担任首相。但英国始终对于埃及的政治生活保有巨大的影响力，并促成了埃及的财政、行政和政府制度改革。英国保留了其对运河区的控制权、对苏丹和埃及的对外保护权、对埃及的警察、军队、铁路、通信的控制权以及对外国人、少数民族群体和当时地位尚未最终确定的苏丹的保护权。
1924年，代表华夫脱党的扎格卢勒当选为首相。他要求英国承认埃及对苏丹的主权并同意尼罗河谷地区。1924年11月19日，英国驻苏丹总督李.斯塔克爵士在埃及被刺杀，苏丹爆发亲埃及骚乱，英国要求埃及政府支付赔偿并立即从埃及撤军。扎格卢勒同意赔款，但并未同意撤军要求，随后辞职。

## 英国承认埃及独立
1922年英国正式承认埃及独立后，侯赛因.卡米勒的继任者，苏丹福阿德一世将尊号由苏丹变为国王。尽管如此，英国对于埃及事务依然保有强大的影响力，英国一直尝试削弱埃及对于苏丹的控制权。对于福阿德一世和埃及民族主义者来说，这是不可容忍的，埃及政府始终强调福阿德一世和他的儿子法鲁克一世是“埃及和苏丹的国王”。

## 第二次世界大战
埃及政府在二战期间生成埃及保持中立，埃及军队没有参加二战。实际上，英国一直将埃及当做对抗德国和意大利的基地，并最终战胜了两国。伦敦最核心的利益诉求是保留对东地中海的控制权，特别是保持对苏伊士运河的控制权，以便商船通行和保持与印度和澳大利亚的军事联系。
埃及政府和埃及人在第二次世界大战中扮演的角色相对次要。1939年9月战争爆发后，埃及宣布戒严并和德国断交。虽然埃及并没有向德国宣战，但在首相的支持下，埃及支援了英国的军事行动。1940年，埃及与意大利断交，但即使在意军入侵埃及期间，埃及也未向意大利宣战。法鲁克国王实际上在交战双方间采取了中立立场，这一立场在埃及上层社会中十分流行。埃及军队并未参与战争。他们对参战十分冷淡，军队高级军官认为英国人占据了埃及的领土，有些军官甚至私下里对轴心国流露出同情。1940年6月，国王解除了与英国人关系不佳的阿里·马希尔帕夏的首相职务。随后，一个联合政府成立并先后由无党派的哈桑·萨布里帕夏和侯赛因·西里帕夏担任首相。
1942年2月，无党派政府发生危机。英国驻埃及大使蓝浦生迫使法鲁克国王成立一个华夫脱党政府来替代侯赛因.西里帕夏的政府。1942年2月4日夜，英国步兵和装甲兵包围了阿卜丁宫，蓝浦生大使向法鲁克递交了最后通牒。法鲁克国王被迫妥协，任命穆斯塔法·纳哈斯为首相并随后组建政府。但法鲁克国王所遭受的屈辱，以及华夫脱党与英国人合作掌权的行为，让英国人和华夫脱党失去了埃及人民和埃及军队的支持。

## 二战战后时期
1947年，大部分英军从苏伊士运河区撤出（尽管英军仍在运河区保留了一个军事基地），但埃及国内的民族主义和反英情绪依然水涨船高。在第一次中东战争的惨败后，埃及国内反君主制的情绪也在与日俱增。在1950年选举，奉行民族主义观念的华夫脱党去的压倒性胜利，国王不得已任命穆斯塔法·纳哈斯为新任首相。1951年，埃及单方面废除了1936年英埃同盟条约，要求所有英军撤离苏伊士运河区。

## 苏伊士运河危机
按照BBC的说法，“1951年10月，英国和埃及政府间就驻扎在埃及国内的英军数量产生矛盾。英国在10天内动员了6万人以示回应，这被认为是二战战后最大的军队空运行动。”
由于英国人拒绝从苏伊士运河区的军事基地撤出，埃及政府切断了基地的水源，拒绝向军事基地供应食物，宣布抵制英货，禁止埃及工人进入及地区并暗中组织游击队攻击基地区。这导致基地区爆发了低烈度的军事冲突。1952年1月24日，埃及游击队对苏伊士运河区的英军发动攻击。在这一过程中，埃及警察向游击队提供了帮助。英军在乔治.埃尔斯金将军的指挥下发动回击，在1月25日派出坦克和步兵包围了伊斯梅利亚的埃及警察派出所，要求埃及警察在一小时内缴械投降。当地警察部队指挥官向埃及内务大臣、纳哈斯首相的亲信福阿德.塞拉格丁（Fouad Serageddin）打电话请求指示。当时塞拉格丁正在浴室里抽雪茄。他下令警察部队战斗至“最后一人一弹”。最后，派出所被英军夷平，43名埃及警察和3名英军士兵阵亡。伊斯梅利亚事件激怒了埃及人。次日，1952年1月26日，埃及国内爆发了被称为黑色星期六的反英冲突，焚毁了由伊斯梅尔帕夏仿照巴黎风格建设的开罗城。法鲁克国王将黑色星期六冲突归咎于华夫脱党，于次日解除了纳哈斯的首相职务，由阿里·马希尔帕夏接任。

## 覆亡
1952年7月23日，穆罕默德·纳吉布和贾迈勒·阿卜杜-纳赛尔率领的自由军官组织发动7月23日革命，推翻了法鲁克国王的统治。7月26日，法鲁克国王逊位于他七个月大的儿子福阿德二世。同日晚6点，法鲁克同包括福阿德二世在内的其他皇室成员一道乘皇家游艇离开埃及。依照惯例，穆罕默德.阿卜杜.莫内姆王子(Prince Muhammad Abdel Moneim)组建了摄政委员会。但摄政委员会只是在名义上拥有权力，实权掌握在由纳吉布和纳赛尔领导的革命指挥委员会( Revolutionary Command Council)手中。
热切期待改革的工人们于1952年8月12日在道瓦尔城发动的起事被平息，两人被判死刑。在一段短暂的文官统治后，自由军官组织于1953年6月18日废除了君主制，废除1923年宪法，宣布埃及成为共和国。纳吉布担任埃及共和国首任总统、总理、革命指挥委员会主席，纳赛尔担任副总理。

## 人口结构
埃及人是埃及王国的主体民族，但埃及境内同样生活着数以千计的希腊人、犹太人、意大利人、马耳他人、亚美尼亚人和黎巴嫩人。他们的社区被称为穆塔马斯伦(Mutamassirun)。这些外国人在埃及社会中发挥了重要的作用，他们也被埃及民族主义者视为同胞。他们大多在1950年代离开埃及。在1956年苏伊士运河危机后，法国和英国国民被驱逐出埃及，他们只被允许携带1件行李和20埃及镑现金离境。